# Ludwigia anastomosans
Ludwigia anastomosans é uma planta nativa do sudeste do Brasil.
O nome da espécie vem da folha, cujas nervuras laterais se anastomosam em direção ao ápice.
Ocorre apenas em Minas Gerais e no Rio de Janeiro, na Mata Atlântica, em brejos e campos alagados, campos de altitude e campos rupestres.